# أغنيا ديتكوفسكيت
أغنيا ديتكوفسكيت هي ممثلة روسية من أصل ليتواني ولدت في 11 مايو 1988.

## روابط خارجية
أغنيا ديتكوفسكيت على موقع IMDb (الإنجليزية)
- أغنيا ديتكوفسكيت على موقع قاعدة بيانات الفيلم (الإنجليزية)
- أغنيا ديتكوفسكيت على موقع كينوبويسك (الروسية)